# 垛寨村 (章丘市)
垛寨村,中华人民共和国山东省济南市章丘市水寨镇所辖的一个行政村。总人口1873，其中男性965人，女性908人；农业户口1859人，非农业人口14人；18岁以下人口455人，18-35岁人口433人，35-60岁人口728人，60岁以上人口257人（2006年）。耕地面积264公顷（2006年）。行政区划代码370181106229。